# Wereld Water Forum
Het Wereld Water Forum is een Forum dat in 1997 is opgericht door de wereldwaterraad (World Water Council). Het WWF vindt elke drie jaar plaats.

## Het doel
Het WWF heeft onder andere als doel om het grote publiek bewust te laten worden over water; het verbeteren van de toegang tot sanitaire voorzieningen en water en om samenwerkingen aan te gaan (tussen verschillende landen).

## Locaties
| Locatie     | Jaar | Thema (Met vrije vertaling naar het Nederlands)                                      |
| ----------- | ---- | ------------------------------------------------------------------------------------ |
| Brasilia    | 2018 | -                                                                                    |
| Gyeongbuk   | 2015 | "Water for our Future" (Water voor onze toekomst)                                    |
| Marseille   | 2012 | "Solutions for Water" (Oplossingen voor water)                                       |
| Istanboel   | 2009 | "Bridging Divides for Water" (Dingen bij elkaar brengen voor water)                  |
| Mexico-Stad | 2006 | "Local Actions for a Global Challenge" (Lokale acties voor een globale uitdaging)    |
| Kioto       | 2003 | "A Forum with a Difference" (Een forum met een verschil)                             |
| Den Haag    | 2000 | "From Vision to Action" (Van visie naar actie)                                       |
| Marrakech   | 1997 | "Vision for Water, Life and the Environment" (Visie voor water, leven en het milieu) |